# Chester, Nova Scotia
Chester är en ort i Kanada.   Den ligger i provinsen Nova Scotia, i den sydöstra delen av landet, 900 km öster om huvudstaden Ottawa. Chester ligger 9 meter över havet och antalet invånare är 1 531.
Terrängen runt Chester är platt. Havet är nära Chester åt sydost. Trakten är glest befolkad. Närmaste större samhälle är Lunenburg, 19,2 km söder om Chester. 